# Logansport, Louisiana
Logansport är en kommun (town) i DeSoto Parish i Louisiana. Vid 2010 års folkräkning hade Logansport 1 555 invånare.